# دوري ساموا لكرة القدم 1997
دوري ساموا لكرة القدم 1997 هو موسم من دوري ساموا لكرة القدم. فاز فيه Vailima Kiwi FC ‏.